# 13717 Vencill
13717 Vencill este un asteroid din centura principală de asteroizi.

## Descriere
13717 Vencill este un asteroid din centura principală de asteroizi. A fost descoperit pe 17 august 1998 la Socorro, New Mexico, în cadrul proiectului LINEAR. Asteroidul prezintă o orbită caracterizată de o semiaxă mare de 2,28 ua, o excentricitate de 0,05 și o înclinație de 2,2° în raport cu ecliptica.